# 甯繩武
甯繩武（？—？），字孟先，號存希，南直隶苏州府吴江县人。明朝政治人物。

## 生平
万历四十年（1612年）壬子科顺天乡试举人，萬曆四十一年（1613年）联捷癸丑科進士，禮部觀政，四十二年授湖廣長沙府推官，陞四十六年任四川鄉試同考官，四十八年升大理寺左评事。

## 家族
孫女宁若生，字璀如，嘉定太学生侯玄汸（1614—1677，侯岐曾子）妻，后出家为尼，著有《春晖诗草》。